# Alékos Kondópoulos
Alékos Kondópoulos, (en grec moderne Αλέκος Κοντόπουλος), né en 1904 à Lamía, en Phthiotide, et décédé le 13 août 1975 à Athènes, est un des artistes-peintres grecs les plus importants de ce pays. Passant avec aisance d'un art figuratif à l'abstraction pure puis à l'abstrait mêlé de formes figuratives souvent symboliques, Alékos Kondópoulos a véritablement ouvert la voie de l'art moderne en Grèce. L'étendue de son talent, reconnu et salué par ses contemporains, les peintres Marc Chagall, Yannis Tsarouchis, Kóstas Tsóklis ou les poètes Odysséas Elýtis et Níkos Karoúzos, lui a aussi permis d'être homme de théâtre, poète, essayiste et fresquiste, et sa personnalité profondément humaine et attachante lui a valu le respect général.

## Biographie

### La formation et les premiers succès
Le père de l'artiste, Georges Kondópoulos, employé administratif à la préfecture de Trikala durant les guerres balkaniques, a été honoré de la Croix du Sauveur pour services rendus à sa patrie. Après son mariage avec Anna, une jeune femme issue d'une famille de marins d'Andros, il a trois fils, dont l'un, Callicratès, meurt jeune alors qu'il est étudiant en architecture. L'aîné suit avec succès une carrière militaire et devient général de division puis inspecteur général des armées. Ayant atteint la limite d'âge, il est mis à la retraite et on lui confie le poste nouvellement créé de la direction générale de la Sûreté nationale grecque au sein de l'OTAN. 
 Alékos Kondópoulos achève ses études secondaires au lycée de Lamía en 1921, et étudie la peinture pendant deux ans, époque durant laquelle il réalise déjà sa première exposition. Il gagne Athènes en 1923 et réussit l'examen d'entrée en troisième année à l'École Supérieure des Beaux-Arts (el) où il suit les cours de dessin du professeur Dimítri Geraniótis (el) et de Nikólaos Lýtras. Il obtient alors son diplôme ainsi que tous les prix récompensant les élèves, entre autres le prix Thomaïdion. Il entre ensuite dans l'atelier du peintre Georges Iakovidès auprès duquel il reste quatre ans. À l'unanimité de ses professeurs de l’École des Beaux-Arts, et sur leur chaleureuse recommandation, il obtient, en décembre 1929, une bourse de l'Académie d'Athènes pour approfondir sa formation artistique à Paris. Il s'inscrit à l'Académie Colarossi et à l'Académie de la Grande Chaumière où il suit régulièrement les cours du professeur Jean Picart Le Doux. Il réalise à cette époque environ 23 reproductions, aux dimensions des œuvres originales, des tableaux des grands maîtres exposés au musée du Louvre, parmi lesquels Rembrandt, Rubens, Paul Véronèse, Le Titien, Le Tintoret, Ingres, Poussin, Giovanni Bellini et Paul Cézanne. Ces reproductions seront malheureusement perdues pendant l'insurrection de décembre 1944 qui marqua le début de la guerre civile grecque.

De retour en Grèce, il organise en janvier 1933 à Athènes sa première véritable exposition personnelle, qui est favorablement accueillie par ses professeurs aussi bien que par les critiques d'art : un article paru dans le journal grec La Tribune Libre (Ελεύθερον Βήμα) évoque ses études de nu qui procèdent « non de l'idée du Beau qu'en a donnée la sculpture, mais de la notion de plantureuse abondance sous sa forme réaliste, et qui témoignent de souvenirs de musées ou d'une tendance personnelle au nu des peintres flamands. » En 1933, il épouse une jeune femme française, Marcelle-Rachel Boussard ; deux ans plus tôt il a peint son portrait, aujourd'hui exposé dans la collection Koutlidis à la Pinacothèque nationale d'Athènes sous le titre La femme de l'artiste. En compagnie d'autres confrères, il fonde en 1934 le groupe intitulé Artistes libres dont il est, pendant plusieurs années, le président, afin de contribuer au développement de la vie culturelle grecque, et participe à de nombreuses expositions collectives et individuelles. À partir de 1936, il revient  en France, et s'ouvre alors pour lui une période particulièrement féconde : il travaille de nouveau à l'Académie de la Grande Chaumière, et s'inscrit comme auditeur libre à l'Atelier Sabater de l'École des beaux-arts de Paris. Il continue à fréquenter les musées, étudiant en particulier les impressionnistes, et réalisant des copies de Cézanne, Renoir, Van Gogh et Pierre Bonnard. Il se lie d'amitié avec un grand nombre d'artistes français et étrangers, et forme le groupe Paris-Plaisance. À la Galerie Montparnasse, il dispose en 1938 et 1939 d'une exposition permanente de ses œuvres aux côtés des sculpteurs Lipsy, Marcel Gimond et de nombreux peintres parmi lesquels Othon Friesz, Picard Ledoux, et André Lhote. Il expose durant cette période au Salon des Tuileries, au Salon des artistes de La Boétie, et au Salon des Échanges.

### La guerre et la Résistance
À partir de 1940, avec la guerre italo-grecque, Alékos Kondópoulos est contraint de rentrer dans son pays qui a décrété la mobilisation générale. Il prend sa part des combats et s'illustre, au sein de l'EAM- ELAS dans la Résistance nationale contre l'occupation de la Grèce par les troupes italiennes et allemandes. Il est désormais reconnu officiellement en Grèce, où il occupe, à partir de 1941, le poste de peintre attaché au Musée national archéologique d'Athènes : là il travaille à la réouverture de divers musées après la guerre, à d'innombrables tâches de restauration, de nombreuses œuvres d'art ayant subi des dommages durant la guerre, et collabore avec la direction du musée archéologique à la présentation harmonieuse des chefs-d'œuvre dans les salles d'exposition, en fonction des volumes et des couleurs ; il réalise de nombreuses études sur des objets d'art (sculptures, vases en céramique, bronzes), et dessine plus de 500 reproductions de vases et de statues afin d'envisager leur possible reconstitution dans leur forme originale, publiant des rapports dans des revues françaises et étrangères (Bulletin de Correspondance hellénique, Annuario della Scuola archeologica italiana, Oxford monography on classical archeology). Il collabore ainsi avec des archéologues grecs et français, parmi lesquels le professeur Charles Dugas. Sur le mur du grand escalier conduisant à la collection des céramiques du musée archéologique d'Athènes, il réalise une fresque de 6 × 3,50 mètres, symbolisant le travail des artisans grecs du Céramique. Selon son propre témoignage, cette fréquentation de plus de vingt ans avec les œuvres d'art de l'antiquité lui a appris la perfection du dessin aux lignes pures, le sens de la mesure dans la composition et celui du classicisme, valeurs éternelles du domaine spirituel.

### Le tournant de l'art abstrait
Ce travail au sein du musée archéologique d'Athènes, qui lui procure de grandes satisfactions, ne l'empêche pas de s'intéresser aussi à l'évolution des idées artistiques, en Grèce comme à l'étranger. Les mutations profondes intervenues dans l'esthétique et l'art du XXe siècle constituent pour lui un champ d'étude et de recherches à explorer, et dont il a tenté de découvrir les tenants et les aboutissants. Tout en continuant à exposer, durant la décennie 1940-1950, il ne cesse de s'interroger sur les divers problèmes que pose l'art moderne. C'est ainsi que durant l'été 1947, il donne une conférence sur La couleur dans la peinture contemporaine à l'Institut français d'Athènes. En novembre 1949, il publie un article qui est le manifeste du groupe d'artistes qu'il vient de fonder sous le nom "Extrêmes" (en grec Ακραίοι). Une exposition individuelle réalisée deux ans plus tard vérifie les principes de ce manifeste, et recueille les éloges de la critique dans les journaux grecs. Elle traduit un net changement d'orientation artistique du peintre, qui, sans abandonner l'art figuratif, explore pour la première fois la voie de l'abstraction. Au même moment, il fait paraître un livre intitulé La peinture contemporaine, dont plusieurs journaux (Ελευθερία, Το Βήμα, Μάχη) donnent à cette époque un compte-rendu. La biennale de São Paulo tenue en 1953 à laquelle il participe de sa propre initiative, lui vaut une lettre de remerciements du consul général de Grèce dans cette ville, qui lui témoigne sa fierté. Au cours de sa seconde exposition à la biennale de São Paulo en 1955, Alékos Kondópoulos se distingue et reçoit la médaille d'argent (mention d'honneur). La même année, il est sélectionné par l'Union des critiques d'art grecs, en même temps que ses confrères Mouzianis et Yannis Tsarouchis, pour concourir pour le prix international Guggenheim, qui donna lieu la première fois à une exposition au Musée d'art moderne de la ville de Paris, et ensuite à New York. Il est de nouveau sélectionné pour représenter son pays à la biennale de São Paulo en 1957. La reconnaissance internationale est désormais acquise pour Alékos Kondópoulos. Sur proposition de l'UNESCO, en septembre 1956, la huitième assemblée générale des critiques d'art désigne trois artistes représentant chacun des pays membres ; pour la Grèce, sont retenus les peintres Papaloukas, Tsarouchis et Alékos Kondópoulos. L'année suivante, il reçoit une importante commande de deux tableaux, sur le thème de la médecine grecque, destinés à la salle du Collège international de chirurgie Hall of Fame à Chicago. En tant que membre de la Société européenne de culture, il prend une part active aux travaux du congrès qui se tient à Venise en août 1958. Parmi les nombreuses expositions auxquelles il participe à cette époque, on peut mentionner l'exposition de peinture grecque contemporaine à la galerie Greuse à Paris, Contemporary Greek Painting à la Smithsonian Institution aux États-Unis, la Biennale de Venise en 1960 et la Biennale Méditerranéenne d'Alexandrie où il obtient un prix de peinture.